# Герб на Тувалу
Герб на Тувалу е щит със златна рамка, украсена с 8 миди и 8 бананови листа.
В центъра е традиционната хижа, стояща на зелената трева, под синьото небе, а в долната част са стилизирани контури на вълни, символизиращи Тихия океан. Под щита има златна панделка с надпис в тувалуански език: Tuvalu mo te Atua – „Всемогъщо Тувалу“.